# Мегахіла Жиро
Мегахіла Жиро або бджола-листоріз Жиро (Megachile giraudi) — вид комах з родини Megachilidae. Один із 39 видів голарктичного підроду Xanthosarus всесвітньо поширеного роду Megachile (близько 1500 видів). Один із 7 видів підроду в фауні України. Запилювач степових бобових рослин.

## Морфологічні ознаки
Самиця: довжина тіла 10–12 мм. Тіло чорне крила світло-коричневі. Три зуби в апікальній частині щелеп відокремлені від четвертого зуба широким інтервалом. Забарвлення опушення обличчя та тіла зверху варіює від світло-рудого до білого. Черевна скопа біла на 1–2 (іноді й на 3–4) стернумах, а на інших — чорна. Самець: довжина тіла 10– 11 мм. Тіло чорне. Лапки передніх ніг дуже розширені, жовтувато-білого кольору. Тазики передніх ніг із великим шипом. Обличчя й груди зверху вкрити довгими густими світлорудими волосками. 1–4 тергуми вкриті відстовбурченими волосками, на 2–4 — із прилягаючими перев’язками на вершинному краї. 5–6 тергуми повністю вкриті чорними волосками, на 6 з домішкою рудих. 7 тергум самця із зубцями різної форми і довжини. Кокси середніх ніг без зубців.

## Поширення
Середземноморський вид. Ареал охоплює південну, східну та центральну Європу, Туреччину. 
В Україні вид знайдено у Донецькій та Тернопільській областях, а також у Криму.

## Особливості біології
Мешкає на ділянках петрофітного степу, на скельних виходах серед рідколісь. Має одне покоління на рік, літ імаго триває з червня до кінця липня. Збирає пилок та нектар із рослин родини Fabaceae (Onobrychis, Hedysarum, Hippocrepis). Самиці будують гнізда в порожнинах на поверхні крейдяних гір або між каменів, є вказівка про його поселення у землі. Гніздо складається з одного або декількох рядів комірок, які зроблені з пелюсток квітів (наприклад, Linum), а кришку гнізда будує із зіскоблених волокон стебла рослин (зокрема, Jurinea brachycephala), формуючи повстеподібний матеріал.

## Загрози та охорона
Останнім часом спостерігається зменшення як чисельності виду, так і площі його поширення внаслідок оранки або деградації цілинних степових ділянок під впливом надмірного випасу худоби.
Мешкає в Опукському та Українському степовому ПЗ, а також у РЛП «Клебан-Бик» (Донецька область). Необхідно створити нові степові заповідники в місцях мешкання виду, насамперед — створити Тарханкутський заповідник.